# Agrotis bryani
Agrotis bryani là một loài bướm đêm thuộc họ Noctuidae. Nó là loài đặc hữu của Nihoa.